# NGC 4065
NGC 4065 est une galaxie elliptique située dans la constellation de la Chevelure de Bérénice. NGC 4065 a été découverte par l'astronome germano-britannique William Herschel en 1785. Cette galaxie a aussi été observée par l'astronome britannique John Herschel le 29 avril 1832 et elle a été inscrite au catalogue NGC sous la désignation NGC 4057.

## Caractéristiques
Selon la base de données Simbad, NGC 4065 est une galaxie LINER, c'est-à-dire une galaxie dont le noyau présente un spectre d'émission caractérisé par de larges raies d'atomes faiblement ionisés.

### Distance
Sa vitesse par rapport au fond diffus cosmologique est de 6 635 ± 23 km/s, ce qui correspond à une distance de Hubble de 97,9 ± 6,9 Mpc (∼319 millions d'al).
À ce jour, quatre mesures non basées sur le décalage vers le rouge (redshift) donnent une distance de 83,100 ± 45,922 Mpc (∼271 millions d'al), ce qui est à l'intérieur des valeurs de la distance de Hubble. Notons cependant qu'une de ces mesures est totalement incohérente avec une valeur de 16,0 Mpc. La valeur moyenne des trois autres donne une distance de 105,467 ± 13,086 Mpc (∼344 millions d'al) ce qui est aussi à l'intérieur des valeurs de la distance de Hubble. Notons que c'est avec la valeur moyenne des mesures indépendantes, lorsqu'elles existent, que la base de données NASA/IPAC calcule le diamètre d'une galaxie et qu'en conséquence le diamètre de NGC 4065 pourrait être d'environ 42,1 kpc (∼137 000 al) si on utilisait la distance de Hubble pour le calculer.

## Groupe de NGC 4065
NGC 4065 est la plus grosse et la plus brillante d'un trio de galaxies qui porte son nom. Les deux autres galaxies du groupe de NGC 4065 sont NGC 4076 et NGC 4092.

### Paire de galaxies
Selon E.L. Turner, les galaxies NGC 4061 et NGC 4065 forment une paire de galaxies rapprochées.